# Матюхин, Алексей Павлович
Алексей Павлович Матюхин (16 марта 1912, Ходынино — 6 августа 1945, Баутцен) — советский офицер, участник второй обороны Севастополя, командир батареи № 111/701 на Малаховом кургане.

## Биография
Родился в селе Ходынино (теперь Рыбновского района Рязанской области) в семье рабочего. Русский. Окончил 7 классов в селе Рыбное, затем учился в Рязанском сельскохозяйственном техникуме. С 1931 года жил в Москве, работал на фабрике.
В рядах РККА с мая 1932 года. В 1937 году окончил Высшее военно-морское училище имени Фрунзе в Ленинграде. Служил на Черноморском флоте. С октября 1940 года — командир БЧ-2 эсминца «Совершенный». С 17 ноября 1941 года командир 111 (701) — береговой батареи 4-го (177) БО ГБ ЧФ, Малахов курган. Батарея отличилась во время обороны Севастополя.Был ранен в голову ,в глаз.Ушел после обороны,когда кончились снаряды и были разбиты орудия в ближайшее поселение ,где укрылся в одном из домов.Был  выдан немцам местными татарами,сотрудничающими с немцами.
С 4 июля 1942 года по 27 апреля 1945 год находился в плену. Содержался в шталаге VII A (город Мосбург), затем направлен в рабочую команду № 3218 (Майтинген). Вскоре после освобождения лагеря американскими войсками был передан советским оккупационным властям. Покончил жизнь самоубийством 6 августа 1945 года в окружной тюрьме города в Баутцена (Германия) во время прохождения спец проверки. из пистолета( о чем сообщали в музее  во времена СССР).(По сюжету телефильма- о военнопленных 1945 г в фильтрационном лагере  НКВД в Баутцене ,снятом в 2000 г г.-особо не разбираясь все были расстреляны  потому что считалось -попал в плен-значит -предатель.).

## Награды
Награждён орденом Красной Звезды (22.02.1942).

## Память
- 22 декабря 1954 года в Севастополе в Нахимовском районе в честь Алексея Матюхин была названа улица[5].
- Именем А. П. Матюхина также названа улица в городе Рыбное Рязанской области.
- В 1958 году на Малаховом кургане в Севастополе был создан мемориальный комплекс «Батарея Матюхина».